# Guerra anglo-espanyola (1796-1808)
La guerra anglo-espanyola entre 1796 i 1802, i de nou entre 1804 i 1808, va formar part de les Guerres Revolucionàries Franceses i les Guerres Napoleòniques. La guerra va acabar en una aliança.

## Antedecents
Des de la dècada del 1730, els monarques espanyols i francesos, dos parents de la dinastia Borbó, van signar una sèrie de tractats, coneguts com a Pactes de Família, per fer la guerra a la Gran Bretanya. No obstant això, el 1789 es produeix la Revolució Francesa i la monarquia a França és deposada. Això posarà fi als pactes hispano-francesos i una sèrie de potències europees, inclosa Espanya, declaren la guerra a país gal per frenar l'expansió del liberalisme polític que posaria en perill les corones europees.
La coalició monàrquica va ser derrotada i es va signar la Pau de Basilea el 1795, que posarà fi a l'anomenada Guerra del Rosselló desencadenada entre 1793 i 1795 entre els dos països. La França republicana era ja un fet consumat, i el front comú de tots dos països seguia sent evitar l'expansió de l'imperi britànic.

## Desenvolupament (1796-1802)
L'agost de 1796 Manuel Godoy, primer ministre de Carles IV, signà amb el representant francès el Tractat de Sant Ildefons, en el Palau Reial de la Granja de Sant Ildefons de Segòvia. En el Tractat, els dos estats acordaven iniciar una política conjunta contra la Gran Bretanya i donar-se suport militar mutu en cas que una de les parts ho demanés.
Aquell mateix estiu, Espanya i França enviarien una flota conjunta de 20 navilis des de Cadis a les pesqueries de Terranova, on arrasarien amb els vaixells i places britàniques.
Amb l'esclat de la Guerra, Nelson va rebre el comandament del HMS Theseus com a vaixell insígnia, i el 27 de maig de 1797 se li va ordenar que s'estigués davant de Cadis vigilant la flota espanyola i esperant l'arribada dels tresors espanyols de les colònies americanes. Va dur a terme un bombardeig i va dirigir un assalt amfibi el 3 de juliol però el bloqueig s'acabà aixecant. Nelson va idear un pla per capturar Santa Cruz de Tenerife amb l'objectiu d'apoderar-se d'una gran quantitat d'espècies del vaixell del tresor Príncipe d'Astúries, que es va informar que havia arribat recentment.
En 1797 Gran Bretanya va enviar una flota al Carib amb el propòsit d'envair l'illa de Trinitat i la de Puerto Rico. L'illa de Trinitat seria finalment envaïda però Puerto Rico va resistir l'atac. El mateix any, les flotes d'Espanya i de la Gran Bretanya combateren al Cap de São Vicente, en les costes de Portugal (llavors aliat britànic), amb el resultat d'una victòria espanyola. També els anglesos atacarien l'illa de Tenerife, però l'atac fracassaria gràcies a l'artilleria de l'illa i l'almirall britànic Nelson perdria el braç dret d'una canonada, obligant-lo a tornar a Anglaterra per recuperar-se. Els britànics també atacarien Menorca, que va ser britànica durant diverses dècades fins a ser presa per Carles III.
A França, la situació havia fet un tomb i ara semblava decidida a tenir una política bèl·lica de invasió i conquesta d'Egipte i l'Europa continental. El general Napoleó va donar un cop d'Estat el 1799 i va prendre el poder polític del país i els enemics de França van preparar una nova aliança amb Anglaterra per desfer les anteriors conquestes franceses. Àustria i Rússia van mobilitzar exèrcits de refresc per a les campanyes d'Alemanya i Itàlia el 1799 però van resultar en nous fracassos per als aliats incloent el fracàs anglès en l'intent de presa de Ferrol i el febrer de 1801, els austríacs van signar el Tractat de Lunéville, acceptant el control francès sobre el Rin i les repúbliques-satèl·lit franceses a Itàlia i els Països Baixos, mentre França i Gran Bretanya signaven el Tractat d'Amiens que va iniciar el major període de pau entre els dos estats durant el període napoleònic. El 1801 Espanya i França entrarien en guerra contra Portugal, en el que es va conèixer com a Guerra de les Taronges, que va acabar amb una victòria espanyola.
Al març 1802 es va signar la Pau d'Amiens entre França, Espanya i la República Batava amb Gran Bretanya. Napoleó havia conquerit Malta el 1798, però aquesta havia estat conquerida als francesos per Gran Bretanya a 1800. En la Pau d'Amiens s'assenyalava que Gran Bretanya havia d'abandonar Malta i cedir el seu govern a l'Orde de Malta, però finalment no va complir amb el que es va pactar. Per aquesta i altres causes la pau entre França i Gran Bretanya es trencaria al maig de 1803. Tot i que Espanya va tractar de mantenir la neutralitat, finalment declararia la guerra als britànics al desembre de 1804.
El 1804 Napoleó es proclamà emperador. No obstant això, Espanya va continuar la seva aliança amb França i fins i tot enviaria tropes espanyoles a Dinamarca el 1807, en aliança amb les franceses, per protegir aquestes costes d'eventuals invasions britàniques en les Guerres Napoleòniques. L'imperialisme francès preocuparia seriosament a la Gran Bretanya.

## Desenvolupament (1804-1809)
La segona part del conflicte va començar després de la batalla del Cap de Santa Maria, quan una flota britànica va atacar en temps de pau a una esquadra espanyola de quatre fragates que transportaven cavalls i mercaderies des d'Amèrica. Un dels vaixells va ser enfonsat i la resta va ser capturat. El 14 desembre 1804 Espanya va declarar formalment la guerra a la Gran Bretanya. Les primeres operacions tenien com a propòsit ajudar França en el seu pla d'invasió de Gran Bretanya. La flota hispanofrancesa havia de distreure els vaixells britànics per permetre als exèrcits napoleònics de creuar el canal de la Mànega. No obstant això, les derrotes aliades a Finisterre (22 de juliol de 1805) i a Trafalgar (21 d'octubre de 1805) van fer fracassar els plans de Napoleó i Espanya va perdre la posició com a potència naval hegemònica.
Entre 1806 i 1807 la Gran Bretanya va atacar les possessions espanyoles del Riu de la Plata, a l'Amèrica del Sud. El 1806 Buenos Aires va arribar a ser ocupada pels britànics durant 45 dies i el 1807 va caure Montevideo. No obstant això, aquestes invasions aconseguiren ser rebutjades per les tropes del  virregnat i gràcies al suport de la pròpia població, que es va aixecar contra els invasors.
El 1807 Manuel Godoy va acordar amb Napoleó, pel Tractat de Fontainebleau, deixar lliure el pas per Espanya a les tropes franceses per envair conjuntament Portugal, aliat dels britànics. No obstant això, les tropes franceses van prendre posicions en les principals ciutats espanyoles. Al març de 1808, a conseqüència del motí d'Aranjuez, el rei Carles IV d'Espanya va abdicar en el seu fill, Ferran VII. Al maig del mateix any, les successives abdicacions de tots dos monarques a Baiona en favor de Napoleó van provocar l'arribada al tron de Josep Bonaparte, germà de l'emperador. No obstant això, amb els aixecaments populars contra els francesos i la negativa de les institucions espanyoles a reconèixer la renúncia de Ferran VII (el Consell de Castella va invalidar les abdicacions l'11 d'agost) es va precipitar l'inici de la Guerra del Francès.
La guerra amb França va convertir en aliats als britànics, però Espanya i Gran Bretanya encara no havien signat la pau. Per això, la Junta Suprema Central va encarregar a Juan Ruiz de Apodaca, com a ministre plenipotenciari davant Gran Bretanya, les negociacions de pau. El conflicte va finalitzar formalment el 14 de gener de 1809 amb la signatura d'un tractat de pau i aliança entre el govern britànic i la Junta Suprema Central que governava Espanya en oposició a l'ocupació francesa, tot i que les hostilitats havien finalitzat l'any anterior amb la intervenció britànica a favor de la Junta en la seva lluita contra els exèrcits napoleònics.